# Al-Amārna
Al-Amārna, també conegut com a Tell al-Amarna (àrab: تل العمارنة, Tall al-ʿAmārna), Till el-Amarna o simplement Amarna, és el lloc on el faraó Akhenaten va construir la seva nova capital al sisè any de regnat, quan va optar per l'adoració d'un déu únic, el déu-sol Aten o Aton. Les restes de la ciutat es troben aproximadament a mig camí entre les dues grans capitals de l'antic Egipte: Memfis i Tebes.
La ciutat construïda per Akhenaten es va anomenar Akhetaton (Horitzó d'Aten) i tenia al nord un palau, i al nord-est la necròpoli; al centre la Per Ankh (Casa de la Vida), que era la zona central de la ciutat; al sud hi havia un suburbi i una altra necròpoli; i en direcció sud-est hi havia la tomba reial. La seva fundació s'explica en les inscripcions de les esteles dels límits d'Akhenaten. El faraó la considerava un regal a l'únic déu Aten o Aton. Després de la seva mort, la ciutat va deixar de ser capital amb el seu fill i successor Tutankhamon i els monuments de la ciutat foren desmuntats en els segles següents. Ramsès II va fer esborrar el nom d'Akhenaten per excloure'l de l'eternitat en càstig per l'exclusió dels altres déus.

## Història
Va ser la ciutat ordenada construir pel faraó Akhenaten cap al cinquè any del seu regnat i ocupada cap al nové, encara que es va convertir en la nova capital d'Egipte dos anys abans; li donà un nou lloc al culte hegemònic d'Aton, representat iconogràficament per un disc solar els raigs del qual acaben en mans portadores de la clau de la vida. Akhetaton, «L'horitzó d'Aton», es va localitzar a mig camí entre Tebes i Memfis, les dues ciutats més influents de l'antic Egipte.

### Construcció

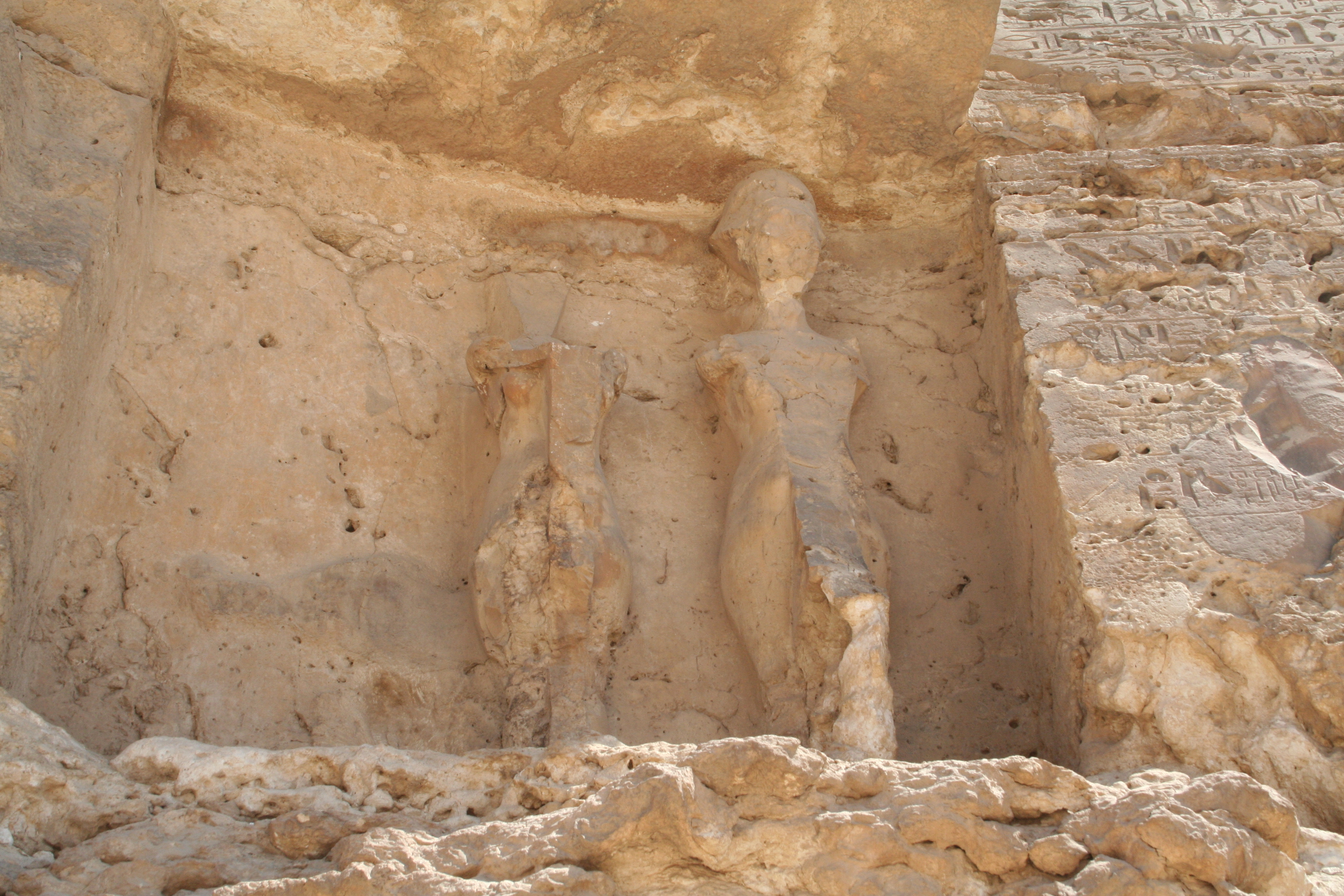
Estàtues en les restes d'una de les esteles que marcaven els límits de la ciutat

La capital va ser dissenyada amb un traçat ortogonal (hipodàmic), i s'hi esculpiren 14 grans esteles per marcar-ne els límits. A l'interior, Akhenaten va ordenar construir majestuosos edificis, com: 
- El gran temple a Aton, caracteritzat per la seua construcció a l'aire lliure (sense sostre) per a permetre l'entrada de llum solar. Aquest consistia en dues seccions importants: "La casa de jubileu", amb un piló i sala hipòstila de 16 columnes, i "El descobriment d'Aton", amb sis patis consecutius en els quals se situaven 365 taules d'ofrenes. El temple va ser construït en proporció allargada amb petits blocs de pedra i els millors materials.[4]
- Els palaus reials, que es van construir per a Akhenaten, la reina Nefertiti i les princeses reals. Un d'aquests tenia la finestra de les aparicions, des de la qual la família reial es mostrava als súbdits i era de gran importància simbòlica. També s'hi podia trobar el palau del nord, edificat per a la reina com un món en miniatura format per jardins i estanys on hi havia diversos animals.[5]
- Edificis administratius, com l'edifici d'arxius que contenia les "Tauletes d'Al-Amarna" o "Cartes d'Amarna" (correspondència diplomàtica reial).
- Els habitatges dels nobles, de planta rectangular, que es disseminaven per la ciutat.
- Els hipogeus (tombes excavades a la roca), situades al nord i sud de la ciutat. En aquestes, es podia veure escenes de la vida diària de l'antiga ciutat, com les aparicions públiques de la parella reial.
- Una ciutat per als treballadors de la necròpoli.

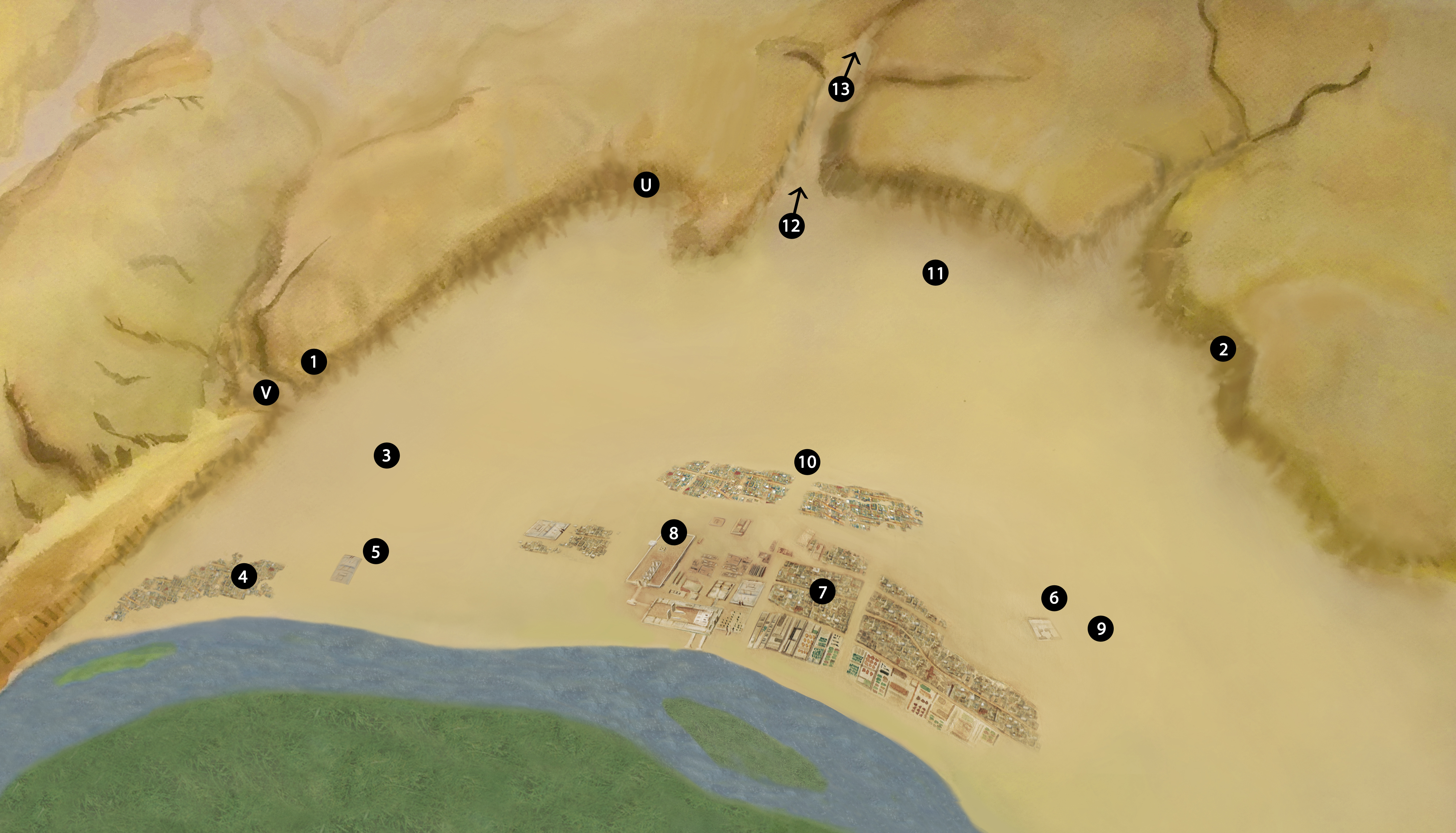
Recreació a vista d'ocell de la ciutat i el seu entorn.
- 1. Tombes Nord
- 2. Tombes Sud
- 3. Altars
- 4. Ciutat Nord
- 5. Palau Nord
- 6. Maru-Aton
- 7. Ciutat principal
- 8. Gran Temple d'Aton
- 9. Kom el-Nana
- 10. Vila dels treballadors
- 11. Tombes dels treballadors
- 12. Vall Reial
- 13. Tomba d'Akenathon
- Estela V
- Estela U

### Transcurs i decadència
La ciutat es va construir així per escenificar els canvis de culte que ara se centraran en Aton. Ara Akhenaten serà l'intermediari entre el déu suprem i la humanitat. Es va produir llavors una relació tibant entre els detractors d'Akhenaten (entre ells, els sacerdots d'Amon) i els seus seguidors. Després de la mort d'Akhenaten, es va perseguir el seu nom i el del déu Aton, i foren esborrats de tombes, temples i escultures, tal com va fer l'antic faraó amb Amon en els seus últims anys. Horemheb, comandant en cap, es va nomenar faraó (després d'alguns breus faraons). Es va produir seguidament la sistemàtica destrucció de la ciutat, aprofitant-ne les ruïnes (entre aquestes, els anomenats talatat) per a construir-hi altres edificacions. La ciutat havia sigut abandonada 15 anys després de la seua fundació, cap al tercer any del regnat de Tutankhaton, posteriorment anomenat Tutankhamon.

## Exploracions arqueològiques
La ciutat fou explorada per primer cop el 1714 pel jesuïta francès Claude Sicard, que va descriure les "esteles dels límits". El 1798 i 1799, l'expedició napoleònica francesa va visitar el lloc i va traçar-ne un mapa; el 1824 i 1826, l'anglès Gardner Wilkinson la va identificar com l'Alabastron dels escriptors clàssics. El 1843 i 1845, l'expedició prussiana dirigida per Karl Richard Lepsius va visitar la zona i en va fer dibuixos i mapes, i va copiar les inscripcions de les tombes. El 1887, una dona de la zona va descobrir, en un lloc proper, un centenar de tauletes amb inscripcions cuneïformes, conegudes com les Cartes d'Amarna, una correspondència diplomàtica del temps d'Akhenaten; el 1881 i 1882, Alessandro Barsanti del Servei d'Antiguitats egipci va excavar la tomba del rei a la ciutat; el 1891 i 1892, Flinders Petrie va excavar parts de la ciutat; el 1892, Howard Carter va visitar la tomba reial i va publicar alguns dels dibuixos del seu interior.
Ja al segle xx, el 1903-1908, Norman de Garis Davies va publicar un llibre en sis volums sobre les altres tombes d'Amarna; el 1907-1914, la Deutsche Orient-Gesellschaft (DOG o Societat Oriental Alemanya), sota la direcció de Borchardt, va excavar parts de la ciutat i el 1912 hi va trobar el famós bust de Nefertiti, avui al Museu de Berlín; el 1921-1936, es van fer excavacions per l'Egypt Exploration Society (EES) sota la direcció de Thomas Eric Peet, Leonard Woolley, Francis Newton, Henri Frankfort i J. D. S. Pendlebury; finalment, des del 1977 s'hi fan excavacions dirigides per Barry J. Kemp de l'Egypt Exploration Society.